# El somni del pavelló vermell
El somni del pavelló vermell (xinès tradicional: 紅樓夢, xinès simplificat: 红楼梦, pinyin: Hónglóumèng), també conegut com El somni de la cambra roja o El somni de la mansió roja o La història de la pedra, és una obra mestra de la literatura xinesa i una de les quatre grans novel·les clàssiques xineses, junt amb Viatge a l'Oest (西遊記; Xīyóu jì), Marge d'Aigua (水滸傳; Shuǐhǔ Zhuàn) i el Romanç dels Tres Regnes (三國演義; Sānguó yǎnyì).
Va ser escrita a mitjans del segle xviii durant la dinastia Qing i és atribuïda a Cao Xueqin (xinès: 曹雪芹). Es creu que la novel·la és semiautobiogràfica i que narra la vida de la família de Cao. Segons l'autor explica en el primer capítol, aquesta vol ser un homenatge a les dones que conegué en la seva joventut: amigues, parentes i criades.
La novel·la és important no tan sols per la gran quantitat de personatges que hi apareixen (la majoria dones) i el seu component psicològic, sinó també per les seves descripcions detallades i minucioses sobre la vida i les estructures socials de l'aristocràcia xinesa del segle xviii. L'obra fou publicada de manera anònima degut a la forta censura literària de les dinasties Ming i Qing, essent coneguda l'autoria de Cao Xueqin amb posterioritat.
Els nombrosos estudiosos de la novel·la s'agrupen sota una branca anomenada Rojologia. Molts assenyalen l'obra com el punt culminant de la literatura clàssica xinesa.

## Idioma
La novel·la, escrita en xinès vernacle (baihua) i no en xinès clàssic (wenyan), és una de les obres que va establir la legitimitat de l'expressió vernacla. El seu autor domina el xinès clàssic, amb parts escrites en un erudit semi-wenyan, i la poesia xinesa. Les converses de la novel·la van ser escrites en un dialecte mandarí de Pequín que es convertiria en la base de la parla del xinès modern, amb influències de mandarí de Nanjing, on vivia la família de Cao al principis de 1700.

## Temes

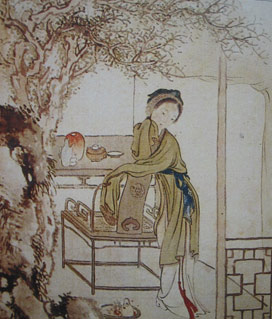
Una escena de la història, pintada per Xu Baozhuan (nascut el 1810).

La novel·la normalment és anomenada Hung Lou Meng o Hong Lou Meng (红楼梦), literalment "Somni de la cambra vermella". "Cambra vermella" és una expressió referida a la cambres on les filles de famílies benestants vivien protegides. Es refereix a un somni que Baoyu va tenir, estant en un "cambra vermella", on el destí de molts dels personatges femenins es determinaven. "Cambra" de vegades es tradueix com a "mansió" a causa de la dimensió de la paraula xinesa "楼". Es creu que l'abandonament de l'atmosfera i el sabor de la paraula "cambra", d'acord amb Zhou Ruchang, és un error en la traducció.
El nom de la família "贾", és homònim amb un altre caràcter xinès, "假", que significa fals, fictici o simulat. Per tant, Cao Xueqin suggereix que la família de la novel·la és alhora una reflexió realista i una ficció o un "somni" que reflecteix la seva pròpia família.

## Resum breu
La novel·la ofereix un detallat i episòdic relat de les dues branques de la família Jia, els Rongguo (荣国府) i els Ningguo (宁国府), que resideixen en dos grans complexos familiars adjacents compostos a la capital. Els seus avantpassats foren distingits amb grans honors, arribant a ésser anomenats ducs. La novel·la s'inicia situant les dues branques familiars al capdamunt de l'elit aristocràtic de la capital. La novel·la segueix l'esdevenir de la família Jia, girant entorn de les vivències d'una trentena de personatges principals i vora uns quatre-cents de secundaris. L'autor ens descriu, amb gran riquesa, i en un gran estil naturista, el gran poder, influencia i riquesa de les branques familiars, descrivint, magistralment, el declivi d'aquestes, relatant la pèrdua de poder i influencia fins a caure en desgràcia a ulls de l'emperador, el qual expropia i arrasa les seves mansions.
En el prefaci de la història, l'autor ens presenta una pedra conscient, abandonada per la Deessa Nüwa quan fou enviada al cel força temps enrere. La pedra demana a un sacerdot taoista i a un monjo budista que la portin a veure món. La Pedra i l'Assistent de la Deessa (神瑛侍者) resten separats però relacionats (mentre que en les versions Chenggao es fusionen).
El personatge principal, Jia Baoyu (el nom significa literalment "preciós de jade"), és l'hereu dels adolescents de la família, una reencarnació de l'Assistent de la Deessa. La Perla de Flors carmesí (绛珠仙子) s'encarna en el malaltissa cosina de Baoyu, l'emocional Lin Daiyu. Baoyu està predestinat a casar-se amb una altra cosina: Xue Baochai, de gran empenta i convicció. Aquest triangle amorós és la trama més coneguda de la novel·la envoltada pel declivi familiar. Les dues cosines, s'han interpretat com a dues meitats del model de dona de Cao Xueqin, els atributs que li manquen a una són presents en l'altre.

## Personatges

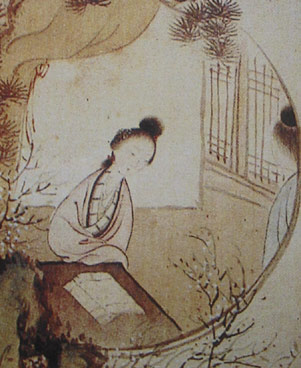
Una escena de la història, pintada per Xu Baozhuan

El somni del pavelló vermell conté un extraordinàriament llarg nombre de personatges. Al voltant d'una trentena dels quals són considerats personatges principals i presenta vora quatre-cents personatges secundaris. El protagonista masculí és en Jia Baoyu. Mentre que els personatges femenins prenen gran protagonisme en el transcurs de la novel·la i són sovint mostrades com a persones més capaces que les seves contrapartides masculines. Els noms dels servents i buròcrates són referits segons la pronunciació pinyin original i la traducció feta per David Hawkes.

### Baoyu i les dotze belleses Jinling
- Jia Baoyu (賈寶玉) - Protagonista principal. Fill adolescent de Jia Zheng (賈政) i la seva dona, la senyora Wang (王夫人). Nascut amb una jade luminescent en la seva boca (la Pedra), amb la qual hi s'hi estableix un lligam espiritual (Bayou és la reencarnació humana de la Pedra i mitjançat ell, aquesta té l'oportunitat de conèixer la buidor de l'existència humana). Baoyu és l'hereu de la branca Rongguo (榮國府). Poc apreciat pel seu pare, confucianista estricte, Bayou prefereix la lectura del filòsof Zhuangzi i de les novel·les operístiques xineses a la lectura dels Quatre llibres bàsics de la clàssica educació Xinesa. Baoyu és altament intel·ligent, i odia fortament al reguitzell de buròcrates aduladors que freqüenten casa seva. Defuig tant com pot el contacte am homes, els quals considera moral i espiritualment inferiors a les dones. Sensible i compassiu, Baoyu sosté el punt de vista que "les noies són en essència pures com l'aigua, mentre que els homes són en essència una fangueig de llot".

- Lin Daiyu (林黛玉) - Cosina germana de Jia Baoyu i estimada d'aquest. És la filla de Lin Ruhai (林如海), un oficial de l'escola Yangzhou, i de la dama Jia Min (賈敏), Tia per part de pare de Baoyu. El personatge apareix per primer cop en el capítol 3 amb l'arribada de Daiyu a la casa familiar dels Rongguo, poc després de la mort de la seva mare. Bella però fràgil emocionalment, propensa a atacs de gelosia. Daiyu és una poetessa excepcional i excel·leix en l'art de la música. La novel·la la designa com una de les dotze dones Jimling, i ens la descriu com una figura solitària i orgullosa, i en una última instància com una figura tràgica. Daiyu és la reencarnació de la Perla de Flor Carmesí i el propòsit de la seva reencarnació mortal és la de retornar a Baoyu les llàgrimes amb les que la va regar. És una de les quatre dones més important en la vida de Jia Bayou, ostentant el primer lloc de les "Dotze belleses de la ciutat de Jimling" (金陵十二釵, en la traducció de David Hawkes) junt amb Xue Baochai.

- Xue Baochai (薛寶釵) - Cosina germana de Jia Baoyu. única filla del al Tia Xue (薛姨媽), germana de la mare de Baoyu. Mentre Daiyu és poc convencional i hipersensitiva, Baochai se sensible i de fàcil tracte; un model donzella de la xina feudal. La novel·la ens la presenta com una noia bella i intel·ligent, comparant-la amb la neu, i tanmateix una persona força reservada. Reticent a mostrar els seus extensos coneixements, Baochai se'ns mostra força instruïda en multitud de matèries, des de les ensenyances budistes fins a l'art de decorar un plat. Boachai és, també, una de les dotze dones de Jinling. De cara arrodonida, llargs cabells i, segons alguns, d'una voluptuosa figura en contrast de la fragilitat de Daiyu. Baochai sempre du a sobre un medalló d'or, el qual conté les paraules que li atorgà un monjo budista en la seva infantesa. Aquest medalló i el jade de Baoyu tenen unes inscripcions que encaixen perfectament, complementant-se l'un amb l'altra. El casament entre Baochai i Baoyu és mostrat en la novel·la com un fet predestinat.

- Jia Yuanchun (賈元春) - La germana gran de Baoyu (vora uns deu anys). Originalment dama de companyia en el palau imperial, Yuanchun acaba esdevenint una concubina imperial, havent impressionat a l'emperador amb la seva virtut i aprenentatge. La posició de Yuanchun com a favorita de l'Emperador marca el punt àlgid d'influència i poder de la família Jia. Malgrat la seva prestigiosa posició, Yuanchun se sent empresonada en l'interior dels murs del palau imperial. Els Redologistes consideren que en el final original de la novel·la, el qual és perdut, la sobtada mort de Yuanchun precipita la caiguda en desgràcia de la família Jia.

- Jia Tanchun (賈探春) - Filla de la Concubina Zhao, amistançada de Jia Zheng, i, per tant, germanastra de Baoyu. Temerària i extremadament oberta, és, com a mínim, tan capaç com Wang Xifeng. Wang Xifeng l'alaba en privat, però lamenta que Tanchun fos "nascuda de la panxa errònia", a causa del fet que les criatures nascudes de les concubines no són tan respectades com les criatures nascudes de les primeres mullers. Tanchun és anomenada "Rosa" degut a sa bellesa i la seva personalitat punyent.

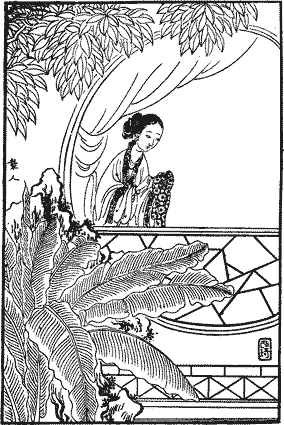
A Imatge de la Dinastia, en impressió sobre fusta Xiren. per Gai Qi (nat el 1773)

- Shi Xiangyun (史湘雲) - Cosina segona de Jia Baoyu, neta de l'àvia Jia. Òrfena en sa infantesa, és criada per un oncle i una tia que la tracten despòticament. En canvi Xiangyun és una jove alegre i de cor sincer, d'una gran bellesa andrògina, li agrada vestir-se d'home, i li encanta beure i menjar carn (beure és considerat una activitat masculina). És franca i rotunda en ses opinions i mostra una gran manca de tacte, amb tot la manca de tacte se sovint perdonada per la certesa de les seves opinions. Xiangyun és a l'alçada de Daiyu o Baochai en quant les seves habilitat de poetessa.

- Miaoyu (妙玉) - una jove monja budista del claustre de la casa Rongguo. De gran bellesa i cultura, alhora, molt distant, altiva i no gregària; estima en excés la netedat. La novel·la ens indica que a causa de la seva malaltia es va veure obligada a convertir-se en una monja, cercant refugi en el convent de monges tot eludint els assumptes polítics. Li agrada la lectura del filòsof Zhuangzi.

- Jia Yingchun (賈迎春) - filla de Jia She, oncle de Baoyu, essent la cosina més gran, per aquest motiu ocupa el segon lloc rere Jia Yuanchun. De cor i voluntat feble, es diu que té personalitat de "fusta". Encara que bonica i versada queda un xic enrere en intel·ligència i enginy vers els seus cosins. El tret més distintiu de Yingchun és la seva manca de voluntat d'immiscir-se en els assumptes de la seva família. En un dels desesperats intents del seu pare per aturar la caiguda de la família, la fan casar-se amb un nou favorit de la cort imperial. Yingchun es converteix en una víctima d'abús domèstic i la constant violència a mans de la seva cruel, abusiu marit.

- Jia Xichun (賈惜春) - La menor de les cosines segones de Baoyu, de la branca Ningguo, però criada a la casa Rongguo.germana de Jia Zhen, cap de la Casa Ningguo. Pintora de talent i devota budista. Al final de la novel·la, després de la caiguda de la casa de Jia es converteix en una monja budista. És la segona més petita de les Dotze Belleses Jinling, descrita com una pre-adolescent en la major part de la novel·la.

- Wang Xifeng (王熙鳳), germana Feng (凤姐) - jove esposa Jia Lian (cosí germà per part de pare de Baoyu), neboda de la Dama Wang. Xifeng és, per tant, relacionada amb Baoyu tant per sang com pel matrimoni. Una dona molt bella, Xifeng és capaç, intel·ligent, divertida i, a vegades, ferotge i cruel. Indiscutiblement la més mundana de les dones en la novel·la, Xifeng s'encarrega de la gestió diària de la família i exerceix un paper econòmic notable, així com en el paper polític dins de la família Rongguo. Sent un dels favorits de l'àvia Jia. Xifeng manté l'àvia Jia i Wang entretingudes amb les seves constants bromes i conversa amena, exerceix el paper de la nora perfecte, i, per gust de l'àvia Jia, porta la llar amb mà de ferro. Una de les més notables personalitats de múltiples facetes en la novel·la, Xifeng mostra un bon cor cap als pobres i desvalguts. D'altra banda, però, la crueltat Xifeng pot ser suficient per matar. La seva personalitat festiva, el seu riure fort i la seva gran bellesa refrescant contrasta amb els nombrosos exemples de fràgils belleses, dèbils de voluntat de la literatura xinesa del segle xviii.

- Jia Qiaojie (賈巧姐) - Filla de Wang Xifeng i Jia Lian. La més jove de les dotze dones Jinling, essent una nena en gran part de la novel·la. Després de la caiguda de la casa Jia, es casa amb el fill de Granny Liu, portant una vida retirada en el camp.

- Li Wan (李紈) - Vídua del germà gran de Baoyu, Jia Zhu (賈珠). La seva tasca principal és la de criar el seu fill Lan i prendre cura de ses cosines. la novel·la ens retrata Li Wan, una jove vídua de prop de 30 anys, com una dona mesurada sense anhels i desitjos, l'ideal confucià perfecte d'una jova vídua. Gràcies als èxit assolit pel seu fill, Lan, en els Exàmens imperials pern una gran estatus social, amb tot la novel·la ens la mostra com una figura tràgica, ja que malgasta la seva joventut intentant segur estrictes estàndards de comportament.

- Qin Keqing (秦可卿) - Nora de Jia Zhen. De tots els personatges de la novel·la les circumstàncies de la seva vida i la mort prematura es troben entre els més misteriosos. Bella i coqueta. Manté una aventura amb el seu sogre (Jia Zhen) i mor en el primer quart de la novel·la. El seu dormitori és adornat amb escenes d'inestimable sensualitat, tant reals com místiques. Des del seu llit, Boa Yu va el seu primer viatge a la Terra de les Il·lusions. En aquest viatge Bao Tu té una trobada sexual amb un "Dos-en-Un", representació de Bao-Chai i Lin Dai-Y, també anomenat Keqing, convertint d'aquesta manera a Qin Keqing en un referent sexual per a Bao Yu. Les Dotze Cançons originals, esbossos de la novel·la, indiquen que Qin Keqing es penjà.

### Altres personatges principals
- Àvia Jia (賈母), cognom de soltera: Shi. També anomenada la matriarca o la vídua. Filla del Marqués Shi de Jinling. Àvia de Baoyu i Daiyu, és la més alta autoritat vivent de la casa Rongguo casa i la més vella i respectada de tot el clan. Mare de She i Jia Jia Zheng i de Min, mare de Daiyu. Davant la insistència de l'àvia Jia, Daiyu és portada a viure a la residència familiar poc després de la mort de sa mare. Ajuda a Daiyu i Baoyu ca convertir-se en companys de joc, en la infància, i, posteriorment, en ànimes bessones.

- Jia Zheng (賈政) - Casat amb la Dama Wang i pare d'en Baoyu, De disciplina severa i estudiós confucianista. Temorós de què a en Baoyu, únic fill sobrevivent de la seva unió amb la dama Wang, es torni dolent li imposa, a aquest, estrictes normes, l'incompliment de les quals el porta a castigar-lo, fins i tot, ocasionalment, de manera corporal. A banda de la seva dona, té dues concubines.

- Jia Lian (賈璉) - Cosí, per part de pare, de Bayou i marit de Xifeng. Faldiller notable, de nombroses aventures, les quals causen grans problemes a la gelosa Xifeng. en la novel·la deixa prenyada una concubina la qual mor arran de les maquinacions de la seva dona. Ell i Xifeng estan a càrrec de la majoria de les decisions monetàries i de contractació, fet que els porta a discutir bastant sovint, dins d'una lluita per tal de capitalitzar dit "poder".

- Xiangling (香菱, "essència (aroma) de castanya d'aigua", castanya d'aigua) - serventa de Xue. Nascuda Zhen Yinglian (甄英蓮, "El real lotus forà", homònim també de "realment hauria estat una pena"), la filla perduda i segrestada de Zhen Shiyin (甄士隱), cavaller que apareix en el primer capítol. Xia Jin'gui (夏金桂), muller consentida de Xue Pan, li canvia el nom a Qiuling (秋菱).

- Ping'er (平兒, "Pau", Paciència) - Cap del servei de Xifeng i confident personal; al mateix temps que concubina de Jia Lian, marit de Xifeng. De forma consensuada amb la resta de protagonistes de la novel·la, la seva bellesa és equiparable a la resta d'amants de la casa. Serventa de Xingeng ja en la casa Wang, segueix amb la seva ama com a part del dot d'aquesta quan està casada amb la casa Jia. Capaç i respectada per la majoria del servei, s'ocupa de les seves tasques amb gràcia. Així mateix és una de les poques persones properes a Xinfeng. Ostenta un poder considerable dins la casa, degut a la seva condició de mà dreta de Xinfeng, impartint aquest poder de manera moderada i justa.

- Xue Pan (薛蟠) - Germà gran de Baochai, de personalitat dissoluta i gandul, essent el perdonavides local de Junling. No gaire instruït. Matà un home per un afer amb una serventa. Dit homicidi fou ocultat amb diners.

- Granny Liu (劉姥姥) - relacionada llunyanament amb la casa Wang i de maneres rústiques. Facilitant un contrast còmic respecte les dones de la mansió Rongguo en el transcurs de les seves dues visites a aquesta. Eventualment rescata a Qiaojie de les mans del seu oncle matern quan aquest pretén vendre-la..

- Lady Wang (王夫人) - mare de Baoyu, Budista, i primera esposa de Jia Zheng. Degut a una suposada mala salut deixa a mans de la seva neboda, Xinfeng, l'administració de la casa, tot just acabada de casar amb els Jia. Amb tot exerceix un control sobre els temes que porta Xifeng, la qual indefectiblement l'informa d'aquests. Així mateix la dama Wang se'ns mostra com una amant i una mare desafecte, arribant a ser cruel i despietada quan exerceix la seva autoritat.

- Aunt Xue (薛姨媽), nascuda Wang - tia materna de Baoyu, mare de Pan i Baochai, i germana de dama Wang. Amable i afable la majoria del tems, amb tot, sol perdre el control davant la díscola actitud del seu fill.

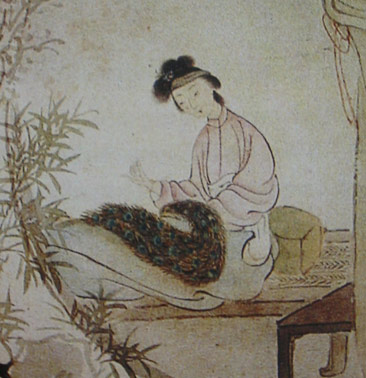
Qingwen pintada per Xu Baozhuan.

- Qingwen (晴雯, "cel brillant") - Serventa de Baoyu. la més bella serventa de la mansió, Qingwen diu que és d'un semblant molt similar a Daiyu, De tots els servents de Baoyu és l'única que gosa enfrontar-se a Baoyu quan és recriminada; amb tot, és extremadament devota al seu amo. Desdenya a Xiren quan aquesta pretén emprar la seva relació sexual amb Baoyu per tal d'augmentar el seu estatus. La Dama Wang la creu sospitosa d'haver mantingut una aventura amb Baoyu i per aquest fet l'acomiada públicament; disgustada pel tracte rebut i per les calumnies i indignitats rebudes intenta de suïcidar-se. Qingwen mor poc després d'abandonar la mansió Jia a causa d'una malaltia.

- Xiren (襲人, "Fragància penetrant la gent", Aroma) - principal serventa de Baoyu i la seva concubina no oficial. Inicialment al servei de l'àvia Jia, Xiren fou cedida al servei de Baoyu per la seva total lleialtat a l'amo a qui serveix. Considerada i sempre preocupada per Baoyu, és la companya del primer encontre sexual d'aquest en el món real, durant els primers capítols de la novel·la.

- Zijuan (紫鵑, Nightingale) - principal serventa de Daiyu, també cedida per l'àvia Jia. ceded by the Dowager to her granddaughter. Essent força fidel a Daiyu.

- Yuanyang (鴛鴦, Ànec Mandarí) - Principal serventa de l'àvia Jia. Yuanyang refusa casar-se (cam a concubina) amb el lasciu Jia She, fill gran de l'àvia Jia. She rejected a marriage proposal (as concubine) to the lecherous Jia She, Grandmother Jia's eldest son. Després de la mort de l'àvia Jia, durant el declivi del Clan, possiblement se suïcidà.

- Mingyan (茗煙, ) - El jove assistent masculí de Baoyu's young. Coneix al seu amo com el palmell de la seva mà.

- Xueyan (雪雁, Ànec de les neus) - Serventa de Daiyu. Vinguda amb sa mestressa Daiyu des de Yangzhou, essent uns jove i dolça noia.

- Jia She (贾赦) - Fill gran de l'àvia Jia. Pare de Jia Lian i Jia Yingchun. De condició cobdiciosa i traïdora, és un faldiller incorregible.

- Dama Xing (邢夫人) - Dona de Jia She. Mare de Jia Lian.

- Concubina Zhao (趙姨娘) - concubina de Jia Zheng. Mare de Jia Tanchun i Jia Huan. Desitja convertir-se en la matriarca del Clan, però falla en l'intent. Intenta d'assassinar Baoyu mitjançant la màgia negra, es creu que aquest intent li costà la vida.

- Jia Huan (賈環) - fill de la Concubina Zhao. És injuriat per la família i es comporta com un gos maltractat. mostra la seva naturalesa cruel i maligna, tot intentant encegar a Bao Yu mitjançant l'ús de cera calenta.

## Personatges secundaris
- Qin Zhong (秦鐘) - Germà petit de Qin Keqing's. Bon amic i company de classe de Baoyu.

- Jia Zhen (賈珍) - Cap de la casa Ningguo. Casat amb Lady Yu, i germà gran de Jia Xichun. És cobdiciós i té un grapat de concubines.

- Lady You (尤氏) - Muller Jia Zhen. És l'ama i senyora de la casa Ningguo. Curosa i amant. També és escrit com a Yu.

- Jia Rong (賈蓉) - Fill de Jia Zhen i marit de Qin Keqing. És un calc del seu pare. És cavaller de la Guàrdia imperial.

- Segona Germana You (尤二姐) - concubina de Jia Lian. Jove dama, bella i modesta. És la concubina a qui Wang Xifeng ataca tan fortament que l'empenta vers el suïcidi. Se suïcida mitjançant la ingesta d'or. És la més gran de les tres germanes You. També és escrit com a Yu.

- Sheyue (麝月, Mesc) - serventa de Baoyu, tercera en importància, rere Xiren i Qingwen. És molt bella i curosa, el complement perfecte a Xiren.

- Qiutong (秋桐) - Concubina de Jia Lian. Inicialment serventa de Jia She, és cedida a Jia Lian com a concubina. De caràcter orgullós i arrogant.

- Germana Beneita (傻大姐) - Serventa que fa el treball dur per l'àvia Jia. Càndida, divertia i curosa. Sense voler informa a Daiyu dels plans secrets de boda de Baoyu.

## Homònims
La presència d'homònims és una de les característiques de la novel·la. Cao Xueqin juga amb la riquesa de l'idioma per tal d'incloure dobles lectures i significats a diferents llocs i personatges, dotant, a dits llocs i personatges, d'especials significats. En les #Versions Vermelles molts d'aquests homònims són anotats pels diferents copistes com a notes emprant tinta vermella (d'aquí el nom d'aquestes versions), tanmateix no tots els homònims foren localitzats per aquests, uns quants dels homònims que relatem, com a tall d'exemple, han estat trobats per Redologistes amb posterioritat.
- Huzhou (胡州) — parlar buit (胡謅)
- Zhen Shiyin (甄士隱) — Veritat soterrada (真事隱)
- Zhen Yinglian (甄英莲) — hauria de ser compartida (真應憐)
- Feng Su (封肅) — Costum (風俗)
- Huo Qi (霍啟) — Principi de la catàstrofe / el foc s'encén (禍起/火起)
- Jia (賈, Cognom del Clan principal) - Fals (假)
- Zhen (甄, Cognom de l'altre Clan protagonista) - Real, veritat (眞)
- Jia Yucun (賈雨村(號雨村)) — Paraules no reals(姓賈名化：假話); de fet no és (字時飛：實非); Les paraules no són veritables (號雨村：假語存)
- Qing Keqing (秦可卿) — la sensació ha de mitigar/el sentiment pot defallir (情可輕/情可傾)
- Yuanchun, Yingchun, Tanchun, Xichun (元迎探惜) — L'original haurà de remetre (原應嘆息)
- Dian'er (靛兒) — Boc expiatori (墊兒)
- Zhang Youshi (張友士) — Alguna cosa està a punt de passar (将有事)
- Jia Mei (賈玫) — suposadament desapareguda (假沒, 假設沒有這個人)
- Wei Ruolan (衛若蘭) — el perfum és com una orquídia (味若蘭)

## Versions

### l'anonimat de l'autor
Cao Xueqin no visqué per a poder publicar la seva novel·la, restant com a únic supervivent de la seva obra el manuscrit d'aquesta.
La primera versió impresa publicada veié la llum l'any 1791, coneguda com l'edició Chenggao conté edicions i revisions no autoritzades per l'autor.
La novel·la, publicada completament en el segle xx, restà anònima, fins que, després de l'anàlisi de Hu Shi, es concedí l'autoria d'aquesta a Cao Xueqin, essent acceptat que els primers 80 capítols d'aquesta foren escrits per ell.

### Versions vermelles (脂本)
Fins a 1791, la novel·la circulà mitjançant transcripcions manuals. Aquestes primeres copies finalitzen, abruptament, en el capítol 80. Així mateix contenen comentaris i anotacions escrites en tinta vermella per part de comentaristes desconeguts. Dites anotacions revelen molt vers l'autor en persona i, actualment, es considera que algun d'ells devien ser membres de la família de Cao Xueqin.
El comentarista més prominent és Rouge Inkstone (脂硯齋), el qual ens revela moltes dades vers l'estructura del final original, actualment perdut. Aquests manuscrits, són amb molta probabilitat, les versions més fidels a l'obra original i són conegudes com les Edicions Vermelles (脂本). Amb tot entre la dotzena de manuscrits independents que han sobreviscut existeixen petites diferències entre els personatge, arrengaments i possibles reescriptures que fan que aquest varien un xic entre ells.
Aquestes diferències entre els manuscrits de la novel·la són extremadament complexos i han estat objecte de molts estudis crítics, debat i conjectures.
Els primers 80 capítols ens mostren, mitjançant profecies i dramàtiques prediccions, pistes vers com continuarà l'argument de la novel·la. Per exemple, queda clar que Lin Daiyu morirà en el transcurs de la novel·la, que Baoyu i Baochai es casaran i que Baoyu s'acabarà ordenat monjo.
Les modernes edicions crítiques basen els primers 80 capítols en les Versions Vermelles.

### Versions Chenggao
L'any 1791 Gao E i Cheng Weiyuan reuniren, junts, la primera edició de tipus mòbils. Així mateix la primera edició "completa" de La Història de la Pedra, la qual imprimiren sota el títol d'El somni del pavelló vermell.
Mentre que els manuscrits de les versions vermelles tenen vuitanta capítols, és a dir finalitzant bruscament a les tres quartes parts de l'argument deixant clarament inacabada la novel·la, l'edició Chenggao de 1791 la completat, tot tenint cent vint capítols. Els primers vuitanta capítols són editats a partir den les versions vermelles, els últims quaranta són publicats per primer cop.
L'any següent, 1792, Cheng i Gao publicaren una segona edició, en la qual es corregeixen molts errors "tipogràfics i editorials" de la primera versió de 1791. Així mateix aquesta edició inclogué un prefaci, el qual ha esdevingut famós.
En el prefaci de l'edició de 1792 els dos editors afirmen haver elaborat un final basat en el treball de l'autor dels manuscrits. dits manuscrits, segons els editors, foren adquirits a un venedor ambulant.
Actualment, encara es debat sobre els últims quaranta capítols de la novel·la i el contingut del perfaci de l'edició de 1792. La majoria dels estudiosos moderns consideren que aquests últims capítols són un afegit posterior, amb una prosa menys rica i amb una manca d'argument en comparació els anteriors vuitanta capítols. Hu Shih argumenta que aquests capítols finals foren escrits per Gao E, tot citant les premonicions que es fan en el cinquè capítol entorn el destí dels personatges principals, les quals no es corresponen amb el final de la versió Chenggao de 1971.
D'altres sostenen que Gao E i Cheng Weiyuan foren enganyats i que compraren una falsificació de l'obra original. Una minoria sosté que els últims quaranta capítols si foren escrits per Cao Xueqin.
El somni del pavelló vermell sovint és publicat i llegit en la versió de cent vint capítols de Cheng Weiyuan and Gao E. Algunes edicions mouen els quaranta últims capítols a un apèndix, mentre que d'altres, més modernes, no inclouen els últims quaranta capítols.

## Difusió
El somni del pavelló vermell ha estat traduït a vint-i-set idiomes, per la qual cosa s'ha convertit en una mostra de la civilització xinesa arreu del món, i se n'han editat més de cent milions de còpies.
L'any 1793 fou traduït al japonès, que fou la primera edició en un idioma diferent del xinès. Posteriorment, el 1830 fou traduït a l'anglès.
En total el llibre ha estat traduït a vint-i-dos idiomes estrangers i als cinc idiomes de les minories nacionals xineses (tibetà, mongol, uigur, etc.).